# Vol American Airlines 587
Le vol American Airlines 587 était un vol international régulier de passagers entre l'aéroport international John F. Kennedy et l'aéroport international Las Américas de Saint-Domingue, la capitale de la République dominicaine. Le 12 novembre 2001, l'Airbus A300-600 effectuant le trajet s'est écrasé dans le quartier de Belle Harbour, sur la péninsule Rockaway du Queens, à New York, peu après le décollage. Les 260 personnes à bord de l'avion (251 passagers et 9 membres d'équipage) ainsi que cinq personnes au sol sont tuées.
Il s'agit du deuxième accident aérien le plus meurtrier de l'histoire des États-Unis, derrière celui du vol American Airlines 191 survenu en 1979 (si on exclut les attentats du 11 septembre 2001, d’origine criminelle), ainsi que du deuxième plus meurtrier impliquant un Airbus A300, après celui du vol Iran Air 655.
Le lieu de l'accident et le fait qu'il ait eu lieu deux mois et un jour après les attentats du 11 septembre contre le World Trade Center à Manhattan ont initialement fait craindre une autre attaque terroriste, mais le Conseil national de la sécurité des transports (NTSB) a attribué le désastre à la sur-sollicitation par le copilote des commandes de gouvernail en réponse à la turbulence de sillage d'un Boeing 747-400 de Japan Airlines ayant décollé quelques minutes avant l'A300. Selon le NTSB, l'utilisation excessive des commandes de gouvernail a sollicité le stabilisateur vertical jusqu'à ce qu'il se sépare de l'avion. Les deux moteurs de l'avion de ligne se sont également séparés de l'avion avant l'impact en raison des forces intenses.

## Avion et équipage

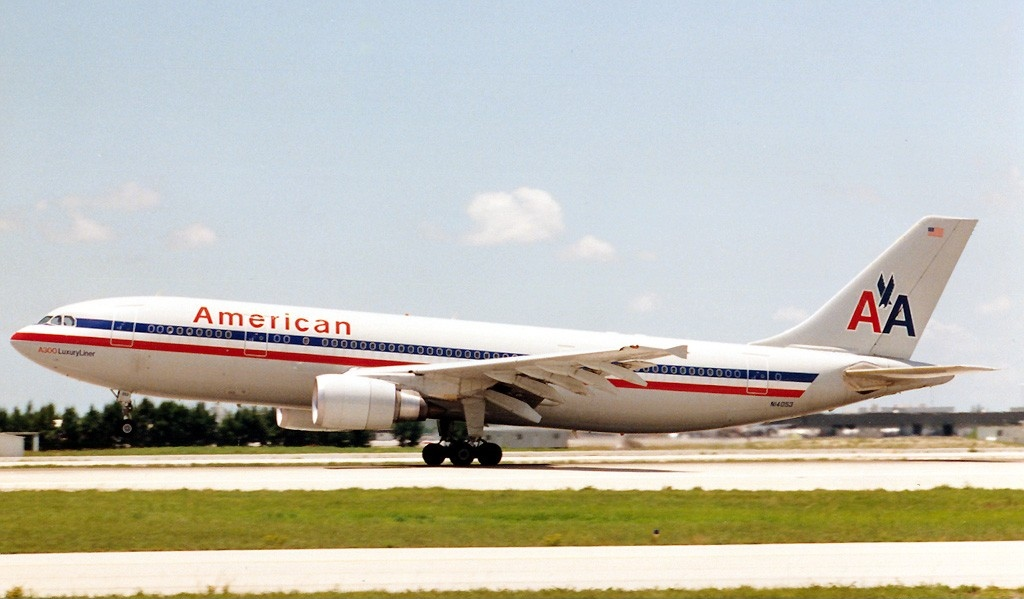
L'A300-600 impliqué dans l'accident, ici à l'aéroport international de Miami en juillet 1989.

L'appareil impliqué était un Airbus A300B4-605R, un biréacteur moyen-courrier immatriculé N14053, propulsé par deux moteurs General Electric CF6-80C2A5 et livré neuf à American Airlines en juillet 1988. Son premier vol a eu lieu en décembre 1987 et il était le premier modèle "R" de l'A300-600. Le jour de l'accident, il se trouvait dans une configuration de sièges à deux classes pouvant accueillir 251 passagers, 16 sièges en classe affaires et 235 sièges en classe économique.
À bord se trouvaient neuf membres d'équipage, dont le commandant de bord Edward "Ed" States (42 ans), qui était le pilote surveillant et effectuant les communications radio, et le copilote Sten Molin (34 ans), qui était le pilote aux commandes. Le commandant States était un ancien pilote de l'US Air Force, qui avait rejoint American Airlines en 1985. Il est devenu copilote sur Airbus A300-600 en 1988, et a été promu commandant sur ce modèle d'avion 10 ans plus tard. Il comptait 8 050 heures de vol à son actif, dont 3 448 heures sur A300. Le copilote Molin avait déjà piloté des avions de transport régionaux et des avions de l'aviation légère, avant de rejoindre American Airlines en 1991. Il est devenu copilote sur Airbus A300-600 en 1998 et, au moment de l'accident, totalise 4 403 heures de vol, dont 1 835 sur A300:9–12. 
Les 251 passagers ont embarqué sur le vol à destination de Saint-Domingue, la capitale de la République dominicaine.

## Déroulement de l'accident

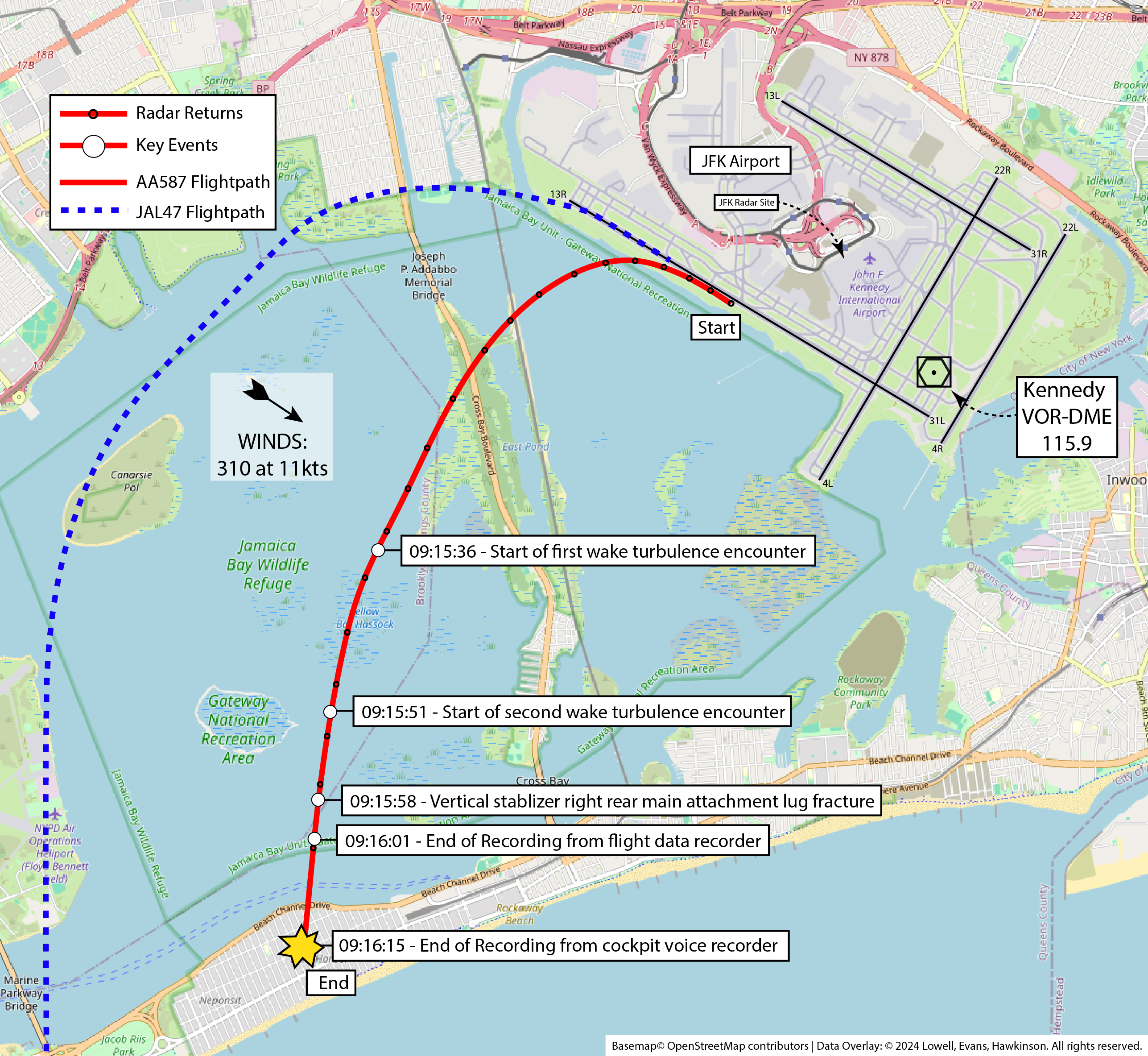
Représentation du trajet du vol 587, depuis son décollage jusqu'au crash.

Le vol 587 a roulé jusqu'à la piste 31L derrière un Boeing 747-400 (vol JAL 47) de la Japan Airlines se préparant au décollage. Le vol JAL a été autorisé à décoller à 9 h 11 min 08 s heure de l'Est. À 9 h 11 min 36 s, le contrôleur de la tour a averti le vol 587 de la turbulence de sillage potentielle provenant du Boeing 747 le précédent:2.
À 9 h 13 min 28 s, l'A300 est autorisé à décoller et quitte la piste à 9 h 14 min 29 s, soit environ 1 minute et 40 secondes après le décollage du Boeing de la Japan Airlines. L'avion, à une altitude de 500 pieds (150 mètres), entame un virage à gauche en montée vers un cap de 220 °. À 9 h 15 min 00 s, le commandant de bord prend un premier contact avec le contrôleur des départs, l'informant que l'avion est à 1 300 pieds (400 mètres) et monte à 5 000 pieds (1 500 mètres). Le contrôleur ordonne par la suite à l'avion de monter et de maintenir 13 000 pieds (4 000 mètres):3. 

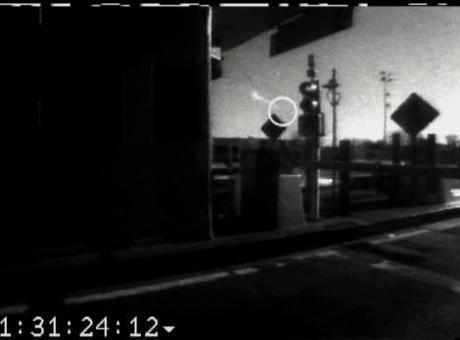
Le vol AA587 (entouré en blanc), se déplaçant vers le bas avec une traînée blanche derrière l'avion à 9 h 16 min 06 s, à partir d'une vidéo d'une caméra de poste de péage sur le Marine Parkway Bridge.

L'enregistreur de données de vol montre que les événements qui ont conduit à l'accident ont commencé lorsque l'avion a heurté la turbulence de sillage du vol Japan Airlines devant lui à 9 h 15 min 36 s. En réponse à une nouvelle vague de turbulences, Molin alterne entre déplacer le gouvernail de droite à gauche et vice-versa en succession rapide à partir de 9 h 15 min 52 s, provoquant une glissade jusqu'à ce que la force latérale provoque la défaillance des pattes composites qui attachent le stabilisateur vertical à 9 h 15 min 58 s:xi,135. Le stabilisateur se sépare de l'avion et tombe dans la baie de Jamaica, situé à environ 1,6 km au nord du site principal de l'accident.
L'avion plonge vers le bas après la perte du stabilisateur. Alors que les pilotes luttaient pour contrôler l'avion, celui-ci est parti en vrille plate. Les charges aérodynamiques résultantes ont cisaillé les deux moteurs de l'avion, tombant ainsi à plusieurs pâtés de maisons au nord et à l'est du site principal de l'épave, causant des dommages mineurs à une station-service et des dommages majeurs à une maison et à un bateau. 

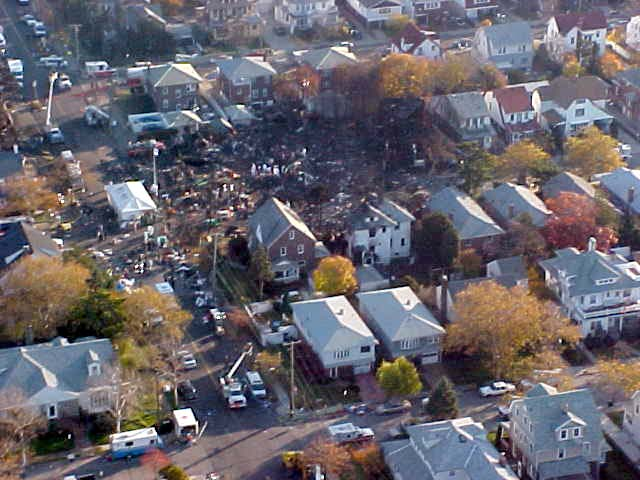
Vue aérienne du site du crash du vol 587.

La perte des moteurs a coupé l'alimentation de l'enregistreur de données de vol à 9 h 16 min 01 s, tandis que l'enregistreur vocal du poste de pilotage, utilisant un bus d'urgence, s'est coupé à 9 h 16 min 14,8 s, à l'impact avec le sol. À 9 h 16 min 04 s, l'alarme de décrochage retentit sur l'enregistreur vocal:195. Les derniers mots enregistrés sont Molin disant, « Dans quoi diable sommes-nous, nous sommes coincés dedans ! » (9:16:07) avec States répondant, « Sortez de là, sortez de là ! »,. L'avion percute le sol à l'angle de Newport Avenue et Beach 131st Street:48–50. Le vol a duré 2 minutes et 24 secondes.

## Bilan
- Survivants : aucun
- Morts : 265 (251 passagers, 9 membres d'équipage, 5 personnes tuées au sol).
- L'avion est détruit à l'impact

| Nationalité            | Passagers | Équipage | Au sol | Total |
| ---------------------- | --------- | -------- | ------ | ----- |
| États-Unis             | 176       | 9        | 5      | 190   |
| République dominicaine | 68        | 0        |        | 68    |
| Taïwan                 | 3         | 0        |        | 3     |
| France                 | 1         | 0        |        | 1     |
| Haïti                  | 1         | 0        |        | 1     |
| Israël                 | 1         | 0        |        | 1     |
| Royaume-Uni            | 1         | 0        |        | 1     |
| Total                  | 251       | 9        | 5      | 265   |

Une des victimes du vol 587, Hilda Yolanda Mayol, 26 ans, avait survécu aux attentats du 11 septembre, quelques semaines plus tôt, ayant pu s'échapper à temps du restaurant où elle travaillait, au rez-de-chaussée d'une des tours du World Trade Center.

## Enquête

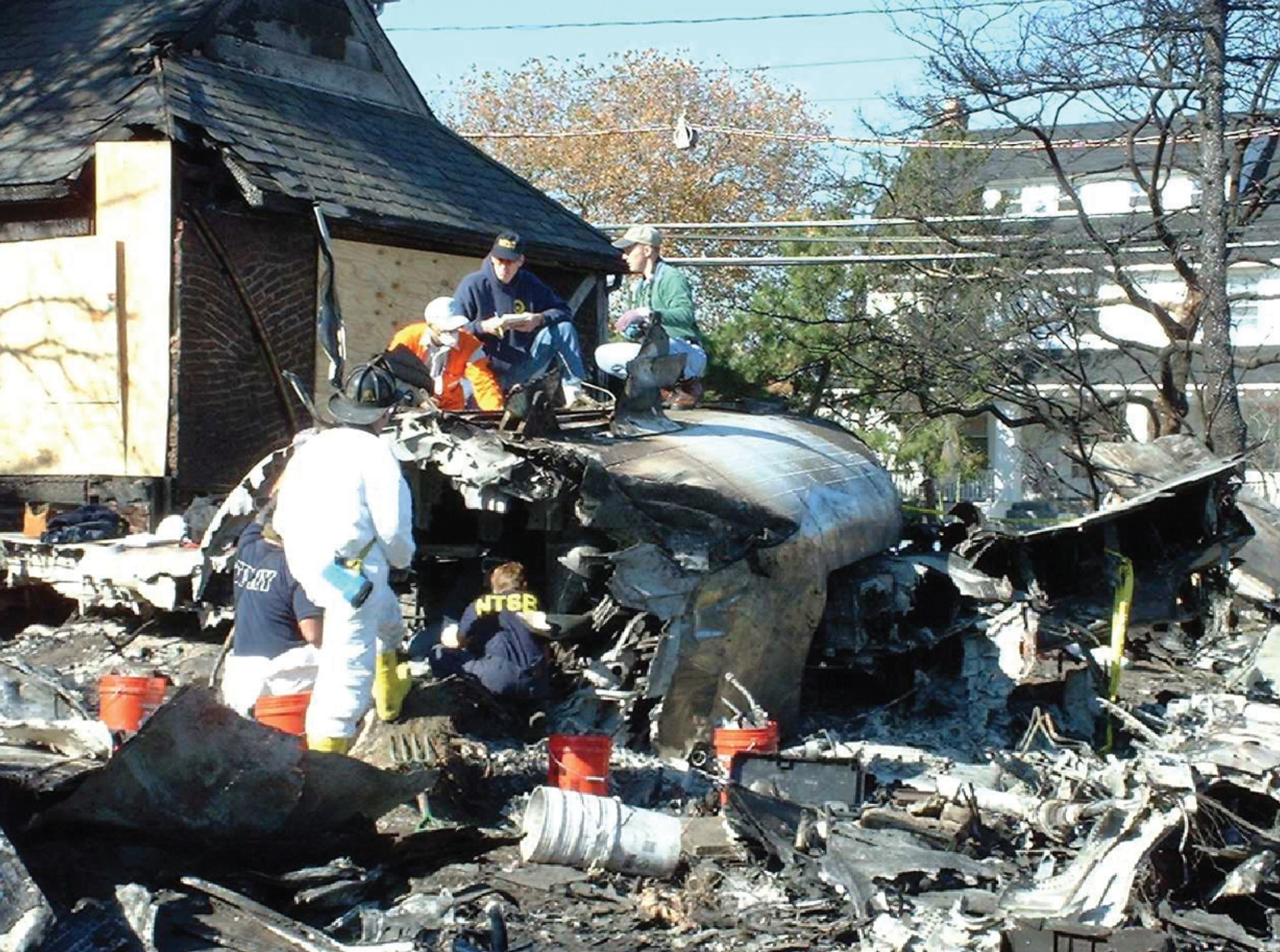
Les débris du vol 587 après l'accident.

L'écrasement survint deux mois après les attentats du 11 septembre 2001 et la piste terroriste fut tout de suite évoquée. Néanmoins, les enquêteurs du Conseil national de la sécurité des transports (NTSB) écartèrent très vite cette hypothèse en entendant les premiers témoignages et en analysant le contenu des boîtes noires.
L'Airbus A300, qui avait décollé tout juste après un Boeing 747 de la compagnie Japan Airlines, s'est engouffré dans un corridor de turbulences causées par le passage de cet autre avion plus imposant. Le pilote du vol 587, Sten Molin, avait tenté de garder son appareil à l'horizontale en se servant du palonnier, mais la force de l'air contre cette gouverne de direction avait exercé une pression sur le stabilisateur vertical pour finalement l'endommager, et causer la perte de contrôle, puis l'écrasement.
Les enregistrements des paramètres de vol permirent de montrer que le copilote, confronté à la turbulence, avait actionné les gouvernes de direction à fond vers la droite et à fond vers la gauche, très vite. Les forces aérodynamiques exercées sur l'empennage vertical furent alors telles qu'elles l'arrachèrent de l'avion, le rendant incontrôlable. Les deux moteurs, délivrant leur puissance maximale alors que l'avion plongeait vers le sol, furent eux aussi arrachés des ailes en raison des contraintes mécaniques.

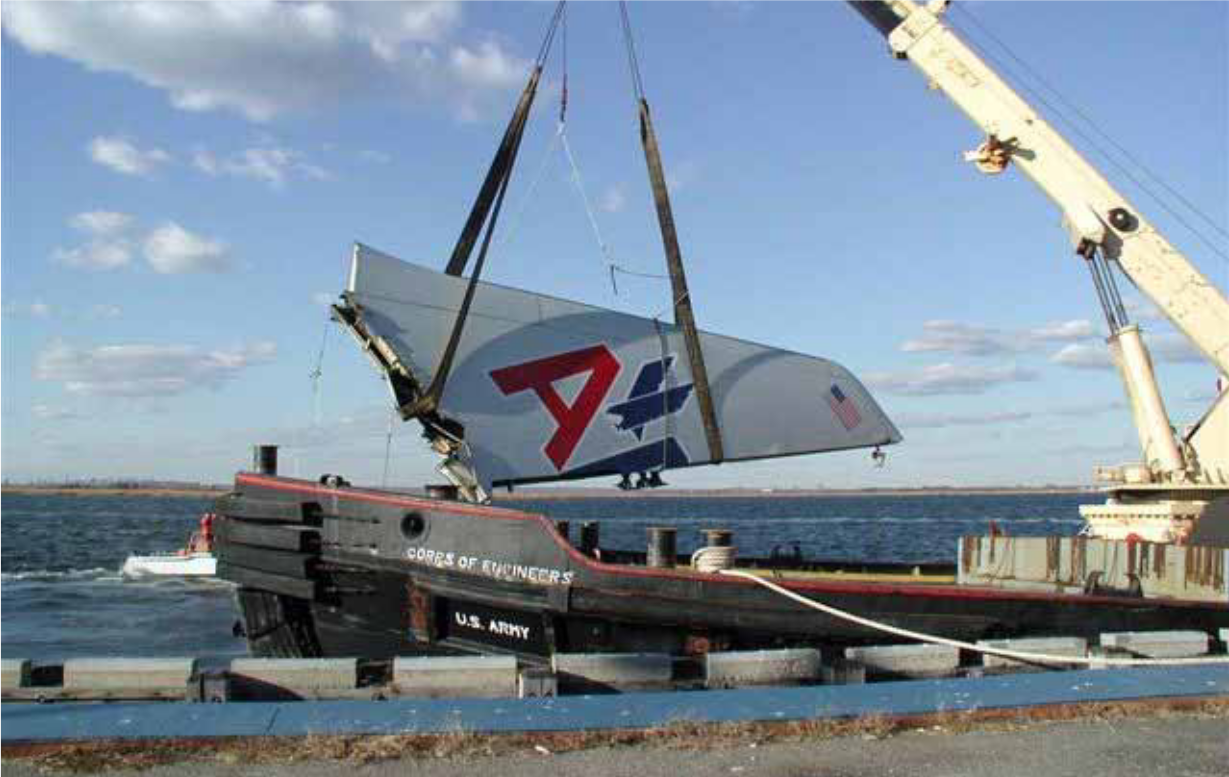
Le stabilisateur vertical de l'A300, remonté des eaux de la baie de Jamaica.

Les enquêteurs furent intrigués par la façon dont cet empennage s'était séparé, étant attaché au fuselage par six points d'attache, ayant chacun deux écrous : un fait de matériau composite et un autre d'aluminium, ce dernier relié à une vis en titane. L'analyse a démontré que les vis et l'aluminium étaient intacts, mais pas le matériau composite. On a cru que ce matériau composite était la cause de l'accident, puisqu'on le retrouve dans différentes parties de l'appareil, notamment les ailes. Cependant, le NTSB ne décela aucune anomalie de conception et de fabrication sur l'empennage vertical.

### Rapport d'enquête
Dans un rapport daté du 26 octobre 2004, le Conseil national de la sécurité des transports (NTSB) a statué que la cause principale de l'accident du vol 587 était l'usage excessif de la gouverne de direction dans une tentative de contrer la turbulence qui affectait l'appareil à ce moment-là. La fumée et les flammes sont le résultat d'une fuite de carburant alors que les moteurs se séparaient des ailes en raison d'un facteur de charge trop important et d'une compression des moteurs.

## Responsabilité
Airbus et American Airlines se rejetèrent la responsabilité de l'écrasement. Pour American Airlines, Airbus était responsable, car les pédales de palonnier permettant d'actionner la gouverne de direction étaient très sensibles, peu résistantes à l'effort, et le pilote ne pouvait donc pas savoir qu'il dépassait les contraintes aérodynamiques. Pour Airbus, la faute incombait à American Airlines qui n'avait pas suffisamment averti ses pilotes de cette particularité. En outre, le pilote, en essayant de récupérer l'avion par action sur la gouverne de direction, était allé à l'encontre des recommandations de Airbus, Boeing et de la FAA qui déconseillaient cette pratique, l'estimant dangereuse pour l'intégrité des avions. American Airlines déclara que l'entraînement des pilotes avait pourtant été modifié en conséquence en 1999.
Le NTSB conclut que l'accident était en partie dû au copilote qui avait utilisé de manière inappropriée la gouverne de direction. Il nota également que la grande sensibilité des pédales du palonnier était susceptible de provoquer des réactions potentiellement dangereuses de la gouverne de direction à grande vitesse.
Des simulations montrèrent que si le pilote n'avait pas actionné si violemment la gouverne de direction, l'avion se serait probablement sorti sans dommage.
En conséquence, la compagnie a modifié profondément la formation des pilotes en simulateur pour ce type de situation.

## Documentaires télévisés
- Crash dans le Queens, 9e épisode de la 3e saison de La Minute de vérité sur National Geographic Channel et sur Direct 8.
- L'accident a fait l'objet d'un épisode dans la série télé Air Crash nommé « Catastrophe dans le Queens » (saison 13 - épisode 5).